# Natalja Kaspierska
Natalia Iwanowna Kaspierska (ros. Наталья Ивановна Касперская), również Natalya Kaspersky z domu Sztucer (Штуцер); (ur. 5 lutego 1966 w Moskwie) – rosyjska przedsiębiorczyni z branży informatycznej, była żona Jewgienija Kaspierskiego, z którym współzałożyła Kaspersky Lab, firmę produkującą oprogramowanie antywirusowe. Właścicielka holdingu InfoWatch. Jedna z najbogatszych kobiet w Rosji.